# Bolma anacanthos
Bolma anacanthos là một loài ốc biển đã tuyệt chủng, thuộc họ Turbinidae.  

## Phân bổ
Loài này được ghi nhận từng xuất hiện ở vùng ngoài khơi tiểu bang Victoria của Úc.